# 錐突束蝽
錐突束蝽（学名：Phaenacantha marcida）为束蝽科突束蝽屬下的一个种。